# David Tredinnick
David Arthur Stephen Tredinnick (né le 19 janvier 1950) est un homme politique britannique. Il est député conservateur de Bosworth dans le Leicestershire de 1987 à 2019.
Il est un défenseur de la médecine alternative et est président du Groupe parlementaire multipartite pour les soins de santé intégrés de 2002 à 2019 ,.

## Jeunesse
Tredinnick fréquente le Collège d'Eton, le St John's College d'Oxford (obtenant un MLitt) et la Graduate School of Business de l'Université du Cap, où il obtient un MBA.
Tredinnick est officier dans les Grenadier Guards après avoir fait l'école des élèves-officiers de Mons le 10 août 1968. Il sert principalement en Irlande du Nord et en Allemagne de l'Ouest . Tredinnick est transféré à la Réserve régulière le 14 mars 1971 avant de démissionner de sa commission le 10 août 1976.
De 1972 à 1973, il est stagiaire chez EB Savory Milln & Co courtiers en valeurs mobilières, puis en 1974 il est chargé de clientèle chez Quadrant Int. En 1976, il est vendeur chez Kalle Infotech UK, et directeur des ventes chez Word Right Word Processing de 1977 à 1978. De 1978 à 1979, il est consultant chez Baird Communications NV, et responsable marketing chez QI Europe Ltd de 1979 à 1981. Il est gérant de Malden Mitcham Properties de 1981 à 1987. En 2015, il reste administrateur .

## Carrière parlementaire
Tredinnick se présente pour le siège de Cardiff South et Penarth en 1983, arrivant deuxième (avec 35,9% des voix) derrière James Callaghan, réduisant la majorité de l'ancien Premier ministre de 8 700 à 2 300 voix. Il remporte Bosworth dans le Leicestershire en 1987. Il est secrétaire privé parlementaire, mais est contraint de démissionner en juillet 1994 après qu'il est apparu qu'il a abusé du privilège parlementaire en acceptant le paiement de 1 000 £ d'un journaliste infiltré pour poser des questions au Parlement sur une drogue inexistante. Dans le cadre de l'affaire du cash-for-questions, le député est cité dans une enquête du Sunday Times . En avril 1995, il est suspendu sans salaire de la Chambre des communes pendant 20 jours de séance .
Tredinnick est président du comité mixte sur les textes réglementaires de 1997 à 2005  ce qui en fait un membre du comité de liaison. Il devient membre du comité spécial de la santé en 2010. En janvier 2013, il est coopté au comité restreint des sciences et de la technologie , après la démission de Caroline Dinenage .
Tredinnick est opposé au Brexit avant le référendum de 2016 . En février 2019, il annonce qu'il se retirerait du Parlement lors des élections suivantes . Tredinnick soutient Boris Johnson lors des élections à la direction des conservateurs de 2019 .

### Soutien à la médecine alternative
Tredinnick soutient la médecine alternative notamment l'homéopathie et la chiropratique . Cela lui vaut des critiques régulières de ses collègues et des médecins.
Tredinnick affirme que "la phytothérapie n'est pas du charlatanisme ", est rentable et, contrairement à la médecine occidentale, est utilisée depuis des milliers d'années en Chine . En octobre 2019, Tredinnick préconise de nouveau la médecine alternative à la Chambre des communes. Il recommande que l'Ayurveda, le yoga, la naturopathie, l'homéopathie, l'ostéopathie et la chiropratique soient considérés dans « un nouveau paradigme de la santé » pour le NHS. Tredinnick est un partisan de l'astrologie et de son utilisation dans la pratique médicale . En novembre 2009, il prend la parole lors d'une réunion organisée par l' Association astrologique de Grande-Bretagne  où il raconte son expérience personnelle de l'astrologie et de la maladie, préconisant que l'astrologie soit intégrée au National Health Service (NHS).

## Vie privée
Tredinnick est marié à Rebecca Jane Shott de 1983 à 2008 avec qui il a une fille (née en février 1987) et un fils (né en juillet 1989). Il vit dans le Sussex ,.